# Großes Känguru
Ein Großes Känguru (engl. Great Kangaroo) kommt in den Mythen der Traumzeit der Aborigines in Australien vor. Es ist ein Mythos der Schöpfungsgeschichte.
Als die „Great Flood“ (Sintflut) kam, sorgte das Große Känguru nach R. Lewis dafür, dass die „animal people“ (die Tierleute) das Wasser zurückhielten. Nachdem das Große Känguru dies erreicht hatte, spie es alle Worte aus, die die Menschen auf der Erde sprechen sollten. Damit wurde das große Känguru zum Schöpfer aller Töne, der Laute und Sprachen.
Parallelen zur Mythologie von Sintflutsagen anderer Kulturkreise, von denen die bekanntesten die Arche Noah und das Gilgamesch-Epos sind, sind erkennbar.